# 環境感受性
環境感受性（かんきょうかんじゅせい、Environmental sensitivity）とは，周囲の環境における情報を個人が知覚・処理する際の特性を表す。それは，多くの生物種においてみられる基本的な特性であり，我々が様々な環境に適応していくために極めて重要なものである。環境感受性の程度は個人（または個体）によって大きく異なり，同じ環境下に置かれても，その影響を強く受ける個人（個体）から，ほとんど受けない個人（個体）まで様々である。このような個人（個体）差は，パンプキンシード（淡水魚の一種）やキンカチョウ（鳥類の一種），ネズミ，ヒトを含む哺乳類といった多くの生物種において観察することができる。このような現状から，感受性の個人（個体）差には生物学的な基盤があると考えられている。これまで心理学の領域では，この個人（個体）差に関する研究を進めるため，様々な理論が提唱されてきたが（詳細は下記を参照），それらは最近，マイケル・プルース教授によって一つの包括的な理論に統合され，環境感受性と名付けられた。

## 理論的な背景
環境感受性という概念は，我々がポジティブ／ネガティブな環境の双方に対してどのように反応するかについてまとめた複数の理論を一つに統合したものである。そこには素因ストレスモデル，ヴァンテージ感受性理論に加えて，個人の感受性をより中立的な観点から論じた3つの理論，すなわち差次感受性理論，生物感受性理論，感覚処理感受性も含まれている（それぞれの理論については，図1を参照）。ここでは，包括的な理論である環境感受性について詳細に述べる前に，それぞれの理論について簡潔に説明する。

### 素因ストレスモデル
長い歴史を持つ素因ストレスモデル（Diathesis-Stress）によれば，我々がネガティブな環境に置かれたとき，またはネガティブな経験をしたとき，一部の人々がストレッサーの影響をより強く受ける。このモデルでは，心理的（例えば，衝動的なパーソナリティ），生理的（例えば，高い生理的反応性），あるいは遺伝的（例えば，セロトニン・トランスポーターの遺伝子多型［5-HTTLPR s型］）な「脆弱性」因子を持つかどうかによって，ネガティブな環境に対する反応に個人差が生じることを想定している。つまり，何らかの脆弱性因子を持つ個人がネガティブな環境に置かれたとき，発達上の問題が起きるリスクが最も高いと考えられる。素因ストレスモデルは，ネガティブな刺激に対する反応性の個人差を理解する上では有効だが，ポジティブな刺激に対する反応性の個人差は捉えることができない点は注意しなくてはならない。

### ヴァンテージ感受性理論
ヴァンテージ感受性（Vantage Sensitivity）は，2013年にマイケル・プルースとジェイ・ベルスキーによって提唱された理論であり，ポジティブな経験・環境に対する反応性の個人差を捉えることができる。この理論によれば，一部の人がポジティブな経験（例えば，肯定的な養育環境，周囲からのサポート，心理学的な介入など）から非常に強い恩恵を受ける一方で，そうでない人もいることが想定されている。ヴァンテージ理論は比較的新しいにもかかわらず，多くの研究において，この理論を支持する知見が示されている。上述の素因ストレスモデルとは対照的に，ヴァンテージ感受性理論では，ポジティブな刺激に対する反応性の個人差を捉えることができるものの，ネガティブな刺激に対する反応性の個人差は捉えられない。

### 差次感受性理論
ジェイ・ベルスキーによって提唱された差次感受性理論（Differential Susceptibility）では，一つのモデルで，ポジティブ／ネガティブ双方の環境に対する反応性の個人差を説明できる。ベルスキーとその共同研究者は，発達の過程で環境からの影響を受けやすい子どもとそうでない子どもが存在する理由について，進化論的な観点から明らかにしようとした。特筆すべきは，感受性の高い個人が，（素因ストレスモデルで示されているように）劣悪な環境からネガティブな影響を受けやすいだけでなく，（ヴァンテージ感受性理論で示されているように）好ましい環境からポジティブな影響も受けやすいことを示した点である。複数の実証研究において，差次感受性は遺伝的指標，生理的指標，心理的指標と関連することが示唆されている（そのうちのいくつかは，下記「感受性の個人差に関する実証的知見」にて解説）。初期の研究では，感受性に個人差が生じる原因は，遺伝的な要因にあることが示唆されていたが，最近の研究では，出生前後の環境によっても影響される可能性が示されている。

### 生物感受性理論
トム・ボイスとブルース・エリスによって提唱された生物感受性理論（Biological Sensitivity to Context）は，進化論の考え方に基づいたもので，環境に対する個人の感受性は誕生後早期の環境の質によって形成されることを想定している。例えば，極端にネガティブまたは極端にポジティブな環境で幼少期を過ごした個人は，その後の人生において，高い生理的反応性（感受性）を持つと考えられている。対照的に，どちらでもない環境（つまり，ネガティブとポジティブの中間）で育った場合には，もっとも感受性が低くなると想定される。

### 感覚処理感受性
エレイン・アーロンとアーサー・アーロンによって提唱された感覚処理感受性（Sensory Processing Sensitivity; SPS）という概念では，感受性は生涯を通じて変化しにくい特性であることを想定しており，SPSが高い個人は感覚刺激に対する敏感さ，行動の慎重さ，環境刺激の認知的処理における深さ，および共感的・生理的反応性の強さといった特徴を持つ。アーロンらの考えによれば，感受性が高い約20%の人々はハイリ―・センシティブ・パーソン（Highly Sensitive Person; HSP）と呼ばれ，その他の80%は感受性の低い非HSPとされる。また，感受性の高さは進化的観点から適応的なものであることに加えて，その個人差は遺伝的に決定され，中枢神経系の敏感さとして表出されることが想定されている。

### 環境感受性理論
包括的な理論である環境感受性では，上記5つの枠組みを統合した上で，環境に対する感受性は全ての人々が持つ特性であること，ただしその程度は個人によって異なることを主張している。また，その個人差には，様々な情報の知覚および処理の深さが基盤にあることを示唆している。つまり，感受性の高い個人は，外的な情報への深い処理や知覚の高まりといった特徴を持つ。その基盤には，遺伝的要因と環境要因の双方から影響を受ける中枢神経系の神経生物学的な個人差が仮定されている。環境感受性理論においては，ポジティブおよびネガティブな環境の双方から影響を受けやすい個人，ネガティブな環境から強い影響を受けやすい個人（ポジティブな環境にはあまり影響されない），ポジティブな環境から強い影響を受けやすい個人（ネガティブな環境にはあまり影響されない）がいることを想定している。

## 感受性の個人差に関する実証的知見
感受性の個人差に関する研究は，その指標になり得る遺伝的・生理的・心理的要因と関連付けて広く行われてきた。ここでは，それらの要因について順に説明していく。

### 感受性の遺伝的指標
多くの研究において，感受性の個人差は遺伝子レベルで見られることが示されている。これらには，従来の遺伝と環境の相互作用（Gene-environment interaction）に関する研究で取り上げられてきた候補遺伝子だけでなく，近年のゲノムワイド・アプローチも含まれる。後者の一例として，キアーズらが行った研究がある。この研究では，約25,000もの遺伝子多様体に基づいて環境感受性の遺伝子得点を作成し，その得点が高い子どもたち（すなわち，感受性が高い子ども）と低い子どもたち（すなわち，感受性が低い子ども）とでは，養育環境の質に対する反応性に違いがあるかどうかを調査した。結果として，遺伝子レベルでの感受性が高い子どもは，ネガティブな養育を受けた場合に情動的な問題を示しやすいだけでなく，ポジティブな養育を受けた場合にはそのような問題を示しにくいことが示唆された。その一方で，感受性が低い子どもは，ポジティブな養育からもネガティブな養育からも（感受性が高い子どもほどは）影響を受けておらず，養育環境の質による情動的な問題への影響には差が見られなかった。以上のように，ゲノムからヒトの遺伝子感受性を測定し，その程度がポジティブ／ネガティブな環境からの影響の受けやすさを予測するということを示した点で，この研究は非常に重要なものである。

### 感受性の生理的指標
いくつかの研究では，我々の生理的反応性と関連付けて，環境への感受性に個人差が見られることを報告している。一般的に，高い反応性は高い感受性を反映するようである。例えば，ある研究では，ストレスに対する生理的反応性（コルチゾールというホルモンで測定される）の高い子どもが，家庭の経済状況から強く影響を受けることが示されている。具体的には，高いコルチゾール反応を示す子どもは，世帯収入が多い場合によりポジティブな認知的発達を遂げたものの，世帯収入が低い場合には彼らの認知的発達はネガティブなものだった。対照的に，コルチゾール反応が低い子どもの認知的発達には，世帯収入はあまり強く関連しないことが示された。似たような研究は他にも行われており，高いコルチゾール反応を示す青年は，学校に関連する問題を抱えている場合により強いストレスを経験するだけでなく，そういった問題を抱えていなければストレスレベルはもっとも低かった。その一方で，コルチゾール反応の低い青年は，（コルチゾール反応の高い青年ほどは）学校での問題がストレスレベルに影響しなかったという。

### 感受性の心理的指標
心理学的な観点から感受性の個人差を調べた研究は数多く存在するが，その大半は，幼児の気質と養育環境との相互作用について検討したものである。一般的には，幼児期における怖がり，はっきりとした好き嫌い，ネガティブ情動性といった気質が，養育環境の質に対する感受性に関連すると考えられてきた。これらのような感受性の高さに関連する気質を持つ子どもは，養育環境の影響を受けやすいことが，84の文献を対象にしたメタ分析（複数の研究報告を統合し分析する手法）の結果から確認されている。具体的には，感受性の高い子どもは，体罰などの過酷な環境で育った場合に発達上の問題を示しやすいだけでなく，温かく思いやりのある環境で育てられるとそのような問題を示しにくいという。一方で，感受性の低い子どもは養育環境がポジティブなものであってもネガティブなものであっても，それらからの影響は受けにくいことが示唆されている。

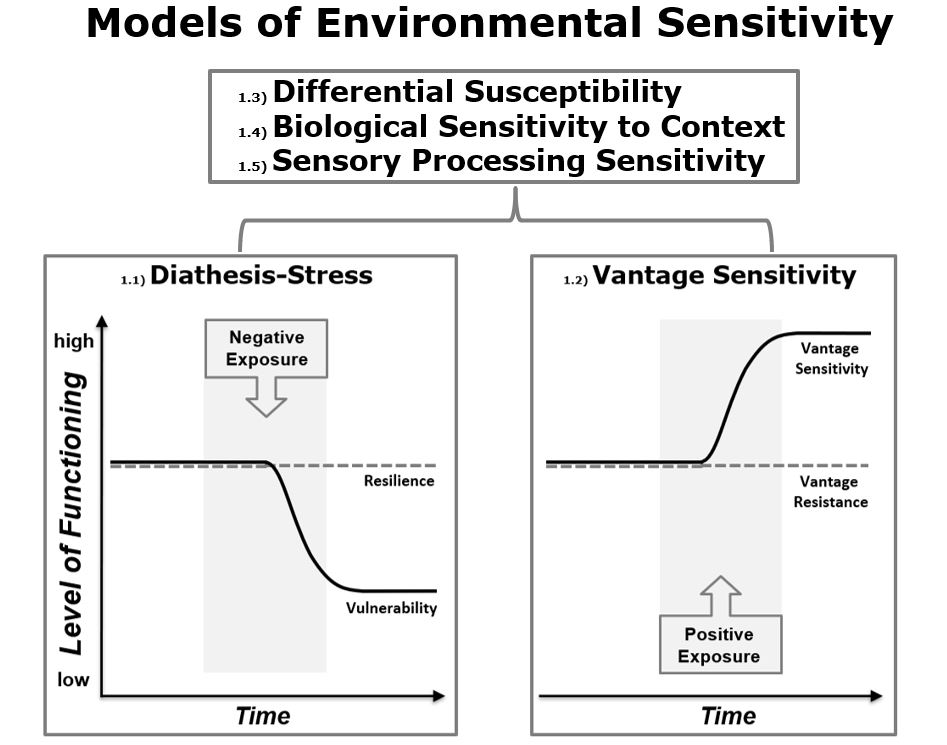
図1。環境感受性の個人差を説明するさまざまなモデルの図：Diathesis-Stress（1.1）は、有害な曝露に応じた変動性、およびVantage Sensitivity（1.2）は、支持的曝露に応じた変動性を示し、残りの3つのモデルはDifferential Susceptibility（1.3）、文脈に対する生物学的感受性（1.4）、および感覚処理感受性（1.5）は、否定的な経験と肯定的な経験の両方に応じた個人差を表します。したがって、モデル1.3、1.4、および1.5は、モデル1.1と1.2の組み合わせを反映しています。

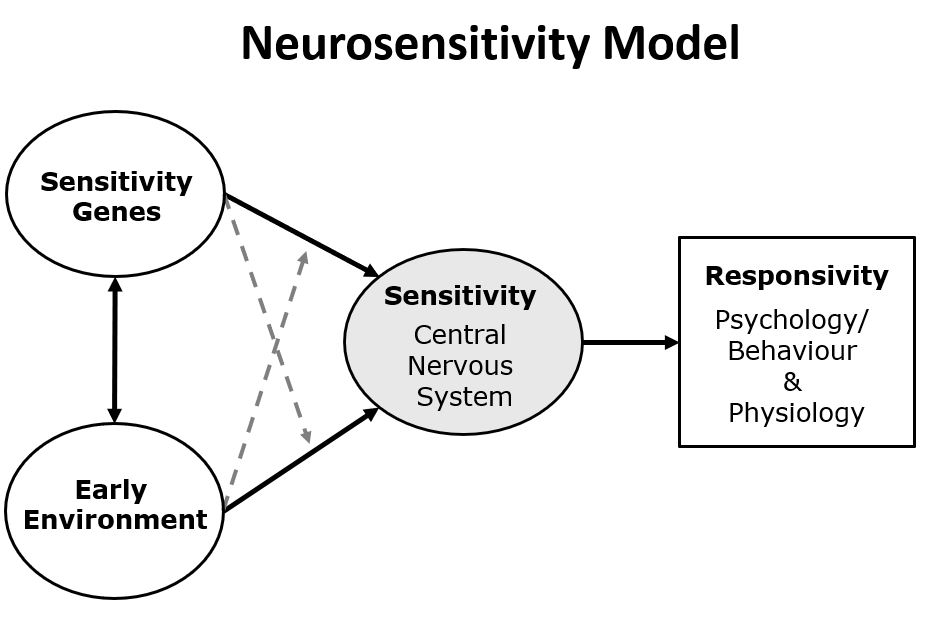
図2。神経感受性仮説の図解。感受性遺伝子と環境要因の間の直接的かつ相互作用的な効果は、中枢神経系の感受性を形作ります。中枢神経系の感受性の高まりは、心理的/行動的および生理学的応答性に現れます。

## 環境感受性の決定要因
個々における環境感受性の程度は，遺伝子と発達の過程における環境の影響との複雑な相互作用によって決定される。実証的な研究では，感受性の形成に遺伝的要因が重要な役割を果たすことが示唆されているが，その影響はおよそ50%に留まっており，残りの50%は環境の影響を受けて形成される（図2参照）。また，感受性の形成には特定の少数の遺伝子だけが関連しているわけではなく，ゲノム全体にわたって非常に多くの遺伝子多様体が少しずつ寄与しているようである。感受性の個人差には遺伝的な基盤があるものの，そこに養育環境の影響が加わって，その人の持つ感受性が形成されていく可能性がある。例えば，多くの感受性遺伝子を持つ人が問題のある環境，あるいは劣悪な環境で育てられた場合には，その人はネガティブな刺激に対してより敏感に反応するようになるかもしれない（すなわち，素因ストレスモデルにおける脆弱性）。その一方で，周囲の人からのサポートがあり，安心できるような環境で育てられた場合には，その人は環境のポジティブな側面により強く反応するようになるだろう（すなわち，ヴァンテージ感受性）。同様に，幼少期に同じくらいポジティブな経験とネガティブな経験をしていた場合， その人の感受性はポジティブ／ネガティブな刺激の双方に対して同じくらい敏感になると考えられる（すなわち，差次感受性理論）。

## 環境感受性の基盤となる生物学的メカニズム
環境感受性理論では，感受性の個人差は，主に中枢神経系の敏感さによって影響されることを想定している（すなわち，神経感受性）（図2の神経感受性仮説を参照）。つまり，感受性が高い人々は敏感な脳を持っており，環境に関する情報を知覚しやすいだけでなく，それらの情報を深く処理するということである。これには，扁桃体や海馬を含む様々な脳領域に特有の構造的・機能的な側面が関連している可能性が高い。脳におけるこれらの機能は，高い感受性と関連する典型的な行動や経験（強い情動反応，ストレスフルな状況や変化からの影響の受けやすさ，高い生理的反応性，情報処理の深さ，物事の美点への理解，微細な刺激への気づきやすさ）の原因となる。

## 環境感受性の測定
ここ数十年，環境への感受性を反映する，もしくはそれと関連するような特徴について広く研究されてきた。それには子どもの気質に関する特定の側面（例えば，難しい気質，ネガティブ情動性，衝動性）や，生理的反応性（例えば，コルチゾール反応性），様々な遺伝子多様体（組み合わせることで感受性の遺伝的得点として扱うことができる）などが含まれる。これらの特徴は感受性の側面を捉える上で重要ではあるものの，それ自体が感受性の正確な測定指標になるとは考えられない。他の様々なパーソナリティ次元と同じように，感受性が複雑な特性であることを踏まえると，感受性の測定には，質問紙やインタビュー，あるいは感受性の中核的な性質（すなわち，情報知覚とその処理）を反映するような典型的行動の評価に焦点を当てた行動観察などを用いるのが良いかもしれない。現在は，質問紙や行動観察による測定が主流となっている。

### 質問紙
これまでに感受性を測定する心理尺度がいくつか開発されている。ここでは，それらを簡潔に紹介する。

#### Highly Sensitive Person (HSP) 尺度
Highly Sensitive Person (HSP) 尺度とは，成人の環境感受性を測定するために作られた27項目の自己評価式尺度である。各項目は「まったくあてはまらない（1点）」から「非常にあてはまる（7点）」の7件法で評価される。この尺度では，外的・内的な刺激からの影響の受けやすさ（例えば，「他人の気分に左右されますか？」），美的なものへの感受性（例えば，「美術や音楽に深く感動しますか？」），外的刺激を知覚する閾値の低さ（例えば，「大きな音や雑然とした光景のような強い刺激がわずらわしいですか？」）を測定することができる。この尺度は，12項目で構成される短縮版も存在する。なお，日本人向けのHSP尺度は19項目で ，その短縮版（準備中）は10項目で構成される。

#### Highly Sensitive Child (HSC) 尺度
Highly Sensitive Child (HSC) 尺度は，8～18歳の児童・青年の環境感受性を測定することのできる12項目の自己評価式尺度である。この尺度は，成人用のHSP尺度を基に作成されている。各項目は「まったくあてはまらない（1点）」から「非常によくあてはまる（7点）」の7件法で評価される。HSP尺度と同様に，外的・内的な刺激からの影響の受けやすさ，美的なものへの感受性，外的刺激を知覚する閾値の低さを測定することができる。HSC尺度は，養育者が自分自身の子どもを評定するときにも使用することができる。なお，日本人向けのHSCには，11項目で構成される青年（中学生～高校生）用のHSCS-A，および12項目で構成される児童用（小学校3～6年生）のHSCS-Cがある。

### 観察による測定
Highly Sensitive Child ‒ Rating System (HSC-RS) は，3歳の子どもにおける環境感受性を測定するために作成された行動観察に基づく評価尺度である。訓練された専門家が，事前に設定された様々な状況（例えば，見知らぬ人が部屋に入ってくる）に対する子どもの反応を観察し，評定する。なお，この測定方法については，日本語版はまだ開発されていない。

## 感受性グループ

### ラン、チューリップ、そしてタンポポ
研究の初期段階で提唱された複数の理論では，人々を感受性の程度に基づく2つのグループで区別していた。すなわち，とても感受性が高いグループとそうでないグループであり，全人口の約20%の人たちが前者に該当するとしていた。そのような人たちは，繁茂するために適切な環境や世話が必要となる「ラン」の花に例えられる。一方で，感受性がより低い80%の人たちは，環境からの影響を受けにくいという特徴を反映して，様々な条件下でも丈夫に成長する「タンポポ」に例えられる。しかし，最近の研究ではこのような考え方は見直されるようになってきており，感受性は誰もが持つスペクトラムな特性であることが示されつつある。すなわち，感受性の程度を表す0から100までの数直線上があり，誰もがそのどこかに位置するようなイメージである（初期の2グループによる区別を，この数直線で極端に表すとすれば，100付近に人口の20%が，0付近にその他の80%が位置するようなイメージである）。これらの研究において，人々は感受性が高いか低いかの2グループではなく，段階的な3つのグループ（全人口の約30%である感受性低群，約40%の感受性中群，約30%の感受性高群）のいずれかに所属することが示唆されている。ここでは，感受性低群に相当する人たちが「タンポポ」，感受性高群が「ラン」，両者の中間的な位置づけである感受性中群が「チューリップ」に例えられる。

## 今後の研究
多くの心理学的概念と同じように，環境感受性に関する学術的知見は，世間の関心に大きく後れを取っているのが現状である。例えば，時間の経過に伴って感受性がどのように形成されていくのか，またそれは幼少期にほぼ完成するものなのか，成人期以降も変化し得るものなのかといった点については，まだ明らかとなっていない。感受性の形成に関する明確な生物学的・心理学的メカニズムを特定し，さらに遺伝的要因が感受性とどのように関わっているのかを理解するためには，多くの研究による知見の蓄積が必要である。感受性に関わる特徴や感受性が形成されるメカニズムを明らかにしていくことで，より正確かつ信頼性の高い感受性の測定方法を開発できるようになると考えられる。

## 関連情報
SensitivityResearchのHP 2020.12.1閲覧